# Ungernia vvedenskyi
Ungernia vvedenskyi är en amaryllisväxtart som beskrevs av Khamidch. Ungernia vvedenskyi ingår i släktet Ungernia och familjen amaryllisväxter. Inga underarter finns listade i Catalogue of Life.